# Cryptazeca vasconica
Cryptazeca vasconica é uma espécie de gastrópode  da família Cochlicopidae.
É endémica de Espanha.